# Ciecholub
Ciecholub (kaszub. Cechòlub, niem. Techlipp) – wieś w Polsce położona w województwie pomorskim, w powiecie słupskim, w gminie Kępice przy trasie linii kolejowej Piła Główna - Ustka, z przystankiem Ciecholub.
W latach 1975–1998 miejscowość administracyjnie należała do województwa słupskiego.
Do 2006 stał tu kościół ewangelicki szachulcowy z 1799 bez wyodrębnionego prezbiterium. Po 1976 nieużytkowany. Po zawaleniu się jednej ze ścian (w 2004) został rozebrany.

## Zabytki
- pałac z XIX w. Od 1907 własność Franza von Zitzewitz z Pustowa. Po 1945 PGR. Obiekt spłonął[5].